# 뉴턴 운동 법칙

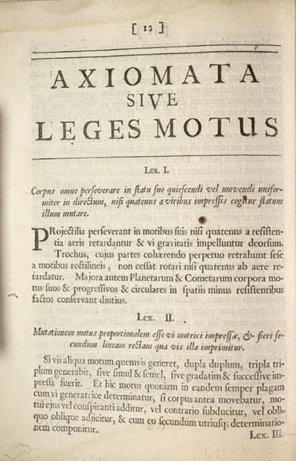
라틴어로 된 1687년판 자연철학의 수학적 원리의 뉴턴의 제1,2 법칙

고전역학에서 뉴턴 운동 법칙(Newton運動法則, Newton's laws of motion)은 물체의 운동을 다루는 세 개의 물리 법칙이다. 아이작 뉴턴이 도입한 이 법칙들은 고전 역학의 바탕을 이룬다.

## 역사적 배경
중세를 거치면서 임페투스라는 관성과 유사한 개념이 도입되었다. 갈릴레오 갈릴레이(Galileo Galilei)는 17세기 초에 관성의 개념을 완성하고, 실험을 통해 오늘날 뉴턴 제1운동 법칙으로 불리는 관성의 법칙을 증명하였다.
오늘날의 세 개의 뉴턴 운동 법칙은 아이작 뉴턴(Sir Isaac Newton)이 1687년에 《자연철학의 수학적 원리》 제1권에 처음 서술하였다. 뉴턴은 이 책에서 만유인력의 법칙과 뉴턴 운동 법칙을 사용하여 케플러 법칙을 비롯한 당시 알려진 모든 천체역학을 수학적으로 유도하였다. 뿐만 아니라, 뉴턴의 운동법칙은 처음으로 회전체의 운동, 유체 안에서의 운동, 발사체의 운동, 빗면에서의 운동, 진자의 운동, 조석, 달과 천체의 궤도와 같은 물리학적 현상들에 대한 광범위한 설명을 가능하게 하였다. 또한, 뉴턴이 제2법칙과 제3법칙을 써서 유도한 운동량 보존법칙은 물리학사상 최초의 보존법칙으로 여겨진다.
뉴턴의 법칙들은 200년이 넘게 실험과 (10−6~104m의 길이에서 0~108m/s의 속도를 갖는 척도)에서 일어나는 운동학을, 관측 결과보다 더욱 정확하게 설명해 주고 있다. 즉, 대략 모든 속도들이 빛의 속도의 1/3 이하라면 뉴턴의 법칙은 대부분의 경우 그 오차를 무시할 수 있는 정도로 정확하다.

## 제1법칙: 관성의 법칙
제1법칙은 관성의 법칙이나 갈릴레이의 법칙으로도 불린다.
물체의 질량 중심은 외부 힘이 작용하지 않는 한 일정한 속도로 움직인다.

즉, 물체에 가해진 알짜힘이 0일 때 물체의 질량 중심의 가속도는 0이다.
제1법칙은 단순히 제2법칙에서 알짜힘이 0인 경우를 설명하는 것이 아니다. 근본적으로 제2법칙과 제3법칙이 암묵적으로 가정하는 기준틀의 개념을 정의한다. 이러한 기준틀은 관성기준틀이라고 부르며, 가속도가 0인 상태로 등속 직선 운동을 하는 관찰자의 기준틀이다. 등속 원운동은 등속력 운동이지만 속도의 방향이 바뀌므로 지구와 같은, 등속 원운동을 하는 관찰자의 기준틀은 엄밀히 말해 관성기준틀이 아니다. 그러나 지구의 운동으로 인한 오차는 (지구의 궤도 및 크기가 매우 크므로) 일반적인 실험에서는 무시할 수 있을 정도로 작다.
갈릴레오 갈릴레이는 빗면을 따라 공을 굴리는 실험을 통해 만약 마찰력이 무시할 수 있을 정도로 작다면 외부 힘이 가해지지 않는 모든 물체는 일정한 속도로 움직인다는 사실을 증명하였다. 즉, 가만히 있는 물체는 (외부 힘이 가해지지 않는 이상) 계속 가만히 있고, 일정한 속도로 움직이는 물체는 계속 그 속도로 움직이게 된다. 아리스토텔레스의 이론으로부터 갈릴레이의 이론(뉴턴의 제1법칙)으로 생각이 전환된 것은 물리학의 역사에 있어서 가장 심오하고 중요한 발견이라 할 수 있다. 우리의 일상에서, 마찰력은 모든 움직이는 물체에 작용하여 물체를 느리게 하고 결국엔 정지하게 만든다. 아이작 뉴턴은 모든 물체의 운동을 이끌어내는 원인을 힘으로 보고, 이에 기반을 둔 수학적 모형을 제시하였다.

### 제1법칙: 관성의 법칙의 예
- 이불을 두드리는 경우
- 망치 자루를 바닥에 치는 경우
- 흙을 퍼서 던지는 경우
- 달리다가 급브레이크를 밟을 때 앞으로 쏠리는 경우
- 뛰어 가던 사람의 발에 돌부리가 걸려 넘어지는 경우
- 버스가 갑자기 출발하는 경우

## 제2법칙: 가속도의 법칙
물체의 운동량의 시간에 따른 변화율은 그 물체에 작용하는 힘과 (크기와 방향에 있어서) 같다.

다시 말해, 물체에 더 큰 알짜힘이 가해질수록 물체의 운동량의 변화는 더 커진다. 한 물체 A가 다른 물체 B에 힘을 가하면 이에 따라 B의 운동량을 바꿀 수 있다. (제3법칙에 의하여, 이런 경우는 A의 운동량이 감소하는 만큼 B의 운동량이 증가하므로, 두 물체가 힘을 통해 운동량을 서로 교환한다고 생각할 수 있다.)
제2법칙을 수식으로 쓰면 다음과 같다.
{\displaystyle \mathbf {F} ={\frac {d}{dt}}\mathbf {p} ={\frac {d}{dt}}(m\mathbf {v} )}.
만약 물체의 질량 {\displaystyle m}이 변하지 않는다면 다음과 같이 쓸 수 있다.
{\displaystyle \mathbf {F} =m{\frac {d\mathbf {v} }{dt}}=m\mathbf {a} } [N] [kgㆍm/sec^2]
여기서
- {\displaystyle \mathbf {F} }는 물체에 작용하는 알짜힘이고,
- {\displaystyle m} 은 물체의 질량이며,
- {\displaystyle \mathbf {a} }는 물체의 가속도이고,
- {\displaystyle \mathbf {v} }는 물체의 속도이며,
- {\displaystyle \mathbf {p} =m\mathbf {v} } 은 물체의 운동량으로 정의된 물리량이다.

위의 방정식에서 물체의 질량은 물체 고유의 성질이다. 일정한 질량 m을 가진 물체에 대해서만, 그 물체에 더 큰 알짜힘을 가할수록 운동량의 변화가 커진다. 그러므로 이 방정식을 통해 간접적으로 질량의 개념을 정의할 수 있다.
또한 F = ma에서, a는 직접 측정이 가능하지만 F는 측정할 수 있는 물리량이 아니다. 제2법칙은 단지 우리가 F의 값을 계산할 수 있다는 것만을 의미할 뿐이다. 이러한 힘의 계산법은 뉴턴의 만유인력의 법칙 또한 포함하고 있다.
하지만 물체의 질량이 변할 수 있다면 {\displaystyle \mathbf {F} =m\mathbf {a} }을 적용할 수 없고, 좀 더 일반적인 다음과 같은 식을 쓴다.
{\displaystyle \mathbf {F} ={\frac {d}{dt}}(m\mathbf {v} )=m{\frac {d\mathbf {v} }{dt}}+\mathbf {v} {\frac {dm}{dt}}=m\mathbf {a} +\mathbf {v} {\frac {dm}{dt}}}
운동량을 {\displaystyle \mathbf {p} =\gamma m\mathbf {v} }와 같이 표현하는 경우 ({\displaystyle \gamma }는 로런츠 인자), 이 방정식은 특수 상대성 이론에서도 유효하다.

## 제3법칙: 작용과 반작용의 법칙
물체 A가 다른 물체 B에 힘을 가하면, 물체 B는 물체 A에 크기는 같고 방향은 반대인 힘을 동시에 가한다.

전통적으로, 제3법칙은 "모든 작용에 대해 크기는 같고 방향은 반대인 반작용이 존재한다"라고 쓴다.
이 설명들은, 누군가가 물체를 200 N의 힘으로 때리면 그 물체 또한 같은 힘으로 그 사람을 때린다는 결과를 내포하고 있다. 예를 들어, 행성만 항성에 이끌리는 것이 아니라 항성 또한 행성에 이끌리고 있다. 반작용력은 작용의 반대 방향을 가지고, 그 크기는 동일하다. 하지만 작용력과 반작용력이 항상 일직선상에 위치할 필요는 없다. 두 쌍극자가 점전하와 쌍극자를 잇는 선에 수직하게 위치한 경우, 점전하가 전기 쌍극자에 가하는 힘을 예로 들 수 있다. 그 힘이 점전하와 쌍극자를 잇는 선에 수직인 경우 점전하에 대한 반작용력은 반대 방향을 취하겠지만, 작용력과 반작용력이 서로 평행한 경우에는 공간 내에서 서로 겹쳐지지 않게 된다.
힘은 운동량의 시간 변화율이므로, 제3법칙에 따르면 A의 운동량이 줄어드는 만큼 B의 운동량이 늘어나게 된다. 즉, 계의 총 운동량의 보존을 의미한다. 반대로, 운동량 보존 법칙으로부터 제3법칙을 유도할 수 있다.
때때로 전자기력에서는 제3법칙이 성립하지 않는 것처럼 보이는 경우가 있다. 즉, 물체 A가 B에 가하는 로런츠 힘은 B가 A에 가하는 힘과 일반적으로 다르다. 이는 A와 B가 생성하는 전자기장이 가진 운동량 교환을 고려하지 않았기 때문이다. 전자기장이 가진 운동량을 계산에 포함시키면 계의 총 운동량은 보존되며, 이에 따라 제3법칙이 성립하게 된다.

### 제3법칙의 약한 형태와 강한 형태
위에 인용한 제3법칙은 엄밀히 말해 제3법칙의 '약한 형태(weak form)다. 이에 따르면, 작용력과 반작용력은 크기가 같고 방향은 서로 반대지만, 그 방향이 어느 방향인지는 서술하지 않는다. 즉, 입자로 이루어진 계에서, {\displaystyle \mathbf {F} _{ab}}가 입자 b에 의한 입자 a에 대한 힘이라고 쓰면 제3법칙의 약한 형태는 다음과 같다.
{\displaystyle \mathbf {F} _{ab}=-\mathbf {F} _{ba}}
모든 고전 역학적 힘은 이 조건을 만족한다. 이로써 질량 중심과 같은 개념을 정의할 수 있다.
반면, 제3법칙의 강한 형태(strong form)에 따르면, 작용력과 반작용력은 크기가 같고 방향이 서로 반대일 뿐만 아니라 두 힘의 방향이 두 입자를 잇는 직선과 평행해야 한다. 즉, 만약 a가 {\displaystyle \mathbf {r} _{a}}에, b가 {\displaystyle \mathbf {r} _{b}}에 위치해 있다면 두 힘은 다음과 같은 꼴을 취한다.
{\displaystyle \mathbf {F} _{ab}=F{\frac {\mathbf {r} _{a}-\mathbf {r} _{b}}{\Vert \mathbf {r} _{a}-\mathbf {r} _{b}\rVert }}}
{\displaystyle \mathbf {F} _{ba}=F{\frac {\mathbf {r} _{b}-\mathbf {r} _{a}}{\Vert \mathbf {r} _{b}-\mathbf {r} _{a}\rVert }}=-\mathbf {F} _{ab}}.
만유인력은 제3법칙의 강한 형태도 만족하지만, 전자기학의 로런츠 힘은 제3법칙의 약한 형태만 만족하고, 강한 형태는 만족하지 않는다. 예를 들어 점전하와 쌍극자를 잇는 직선에 수직으로 위치한 점전하와 완전쌍극자 사이의 상호작용은 제3법칙의 강한 형태를 따르지 않는다.

또한 예시로 대포, 총 등을 쏠때 탄환과 반동을 들 수 있다.

## 유효 범위
1916년에 알베르트 아인슈타인의 특수 상대성 이론은 인류가 이때까지 해왔던 모든 예상 척도를 뛰어넘는 설명을 가능하게 해주었다. 하지만 빛의 속도에 비해 매우 낮은 속도에서는 아인슈타인의 상대론적 모형은 고전역학으로 수렴한다.
{\displaystyle \lim _{{\frac {v}{c}}\rightarrow 0^{+}}{\sqrt {1-{\frac {v^{2}}{c^{2}}}}}=1}
즉, 속도가 빛의 속도에 비해 매우 작으면 속도의 로런츠 인자 {\displaystyle \gamma }는 1에 수렴한다.

## 같이 보기
- SI
- 반작용

## 참고 문헌
- Marion, Jerry; Stephen Thornton (1995). 《Classical Dynamics of Particles and Systems》. Harcourt College Publishers.